# Leonidas Tsiklitiras
Leonidas Tsiklitiras – grecki gimnastyk. Brał udział w Letnich Igrzyskach Olimpijskich 1896 w Atenach.
Tsiklitiras startował w turnieju ćwiczeń na drążku. Nie zdobył medalu, ale miejsce, które zajął nie jest znane.